# Премія Марти Ґеллгорн у журналістиці
Премія Марти Ґеллгорн за журналістську діяльність - премія, названа на честь військового кореспондента Марти Ґеллгорн, була створена в 1999 році Фондом Марти Ґеллгорн. Вона заснована на таких принципах: 
 Нагорода надається за вид журналістської діяльності, яким відрізнялася Марта: вона це явище називала "погляд з землі". Це, по суті, людські історії, які проникають в усталену версію подій і висвітлюють нагальні проблеми, таким чином створюючи новини. Ми очікуємо, що переможець розкаже про неприйнятну істину, підтверджену потужними фактами, що викриває поведінку установи та її пропаганду, або "офіційну нісенітницю", як її назвала Марта. Об'єкти журналістських розслідувань можуть бути як у своїй країні, так і за кордоном. 
 Премія присуджується щорічно журналістам, які пишуть статті виключно англійською мовою, й чиї роботи з'явилися в друкованому вигляді або в авторитетних інтернет-виданнях. 

## Попередні переможці
- 1999: Нік Девіс (The Guardian)
- 2000: Джеремі Хардінг (London Review of Books)
- 2001: Джеффрі Лін (The Independent)
- 2002: Роберт Фіск (The Independent)
- 2003: Кріс МакГреаль (The Guardian)
- 2004: Патрік Кокберн (The Independent)
- 2005: Гайт Абдул-Ахад (The Guardian); Джонатан Стіл (The Guardian) отримав спеціальну нагороду за видатну кар'єру репортера.
- 2006: Гала Джабер (The Sunday Times) і Майкл Тірні (The Glasgow Herald)
- 2007: Dahr Jamail (Інтер прес-служба, IPS) та Mohammed Omer (без прес-служби, Inter Press Service, IPS)[1]
- 2008: Мохаммед Омер (Washington Report)
- 2009: Ян Кобейн (The Guardian)
- 2010: Іоганн Харі (The Independent)
- 2011: Джуліан Ассанж (WikiLeaks); Умар Чіма, Чарльз Кловер та Джонатан Кук[2][3]
- 2012: Гарет Портер (Інтер прес-служба, IPS)[4]
- 2013: Кріс Вудс (Бюро журналістських розслідувань)
- 2014: Іона Крейг (фріланс: Al Jazeera America, The Times)
- 2015: не нагороджено
- 2016: не нагороджено
- 2017: Роберт Перрі (фріланс: Новини консорціуму)